# Essex County
Essex County és una minisèrie de televisió dramàtica canadenca que es va estrenar el 19 de març de 2023 a CBC Television. Consta de cinc episodis. Està dirigida per Andrew Cividino i la protagonitzen Molly Parker, Brian J. Smith, Stephen McHattie, Finlay Wojtak-Hissong i Kevin Durand. Pot veure's a Filmin subtitulada en català.

## Premissa
Una adaptació de la novel·la gràfica Essex County Trilogy de Jeff Lemire, la sèrie se centra en dues famílies interconnectades en una excèntrica comunitat agrícola al comtat d'Essex de la regió d'Ontario.
Lester és un nen que s'instal·la amb el seu oncle Ken després de la mort de la seva mare, i recorre a Jimmy, el seu pare biològic que ha tornat al comtat d'Essex; Anne és una infermera que cuida el seu oncle Lou, que està malalt.

## Repartiment
- Molly Parker com a Anne, una infermera que té cura del seu oncle malalt, Lou, amb qui té una relació tensa.
  - Jordyn Gillis interpreta a una jove Anne a l'escena inicial de l'episodi 3.
- Brian J. Smith com a Ken, un granger tancat que acull el seu nebot, Lester, després de la mort de la seva germana.
- Stephen McHattie com a Lou, oncle d'Anne, que té demència.
  - Stephen Kalyn interpreta un jove Lou
- Finlay Wojtak-Hissong com a Lester, nebot de Ken i Anne, la mare dels quals va morir de càncer, i que és acollit per Ken.
- Kevin Durand com a Jimmy
- Tamara Podemski com Joy
- Rossif Sutherland com Doug
- Jim Calarco
- Daniel Maslany com a Luke, un potencial interès amorós de Ken.
- Martin Roach com a oficial Danny Laraque